# Cypher (киберспортсмен)
Алексе́й Анато́льевич Януше́вский (род. 2 мая 1990) — белорусский киберспортсмен, игрок в шутер от первого лица Quake, выступает под псевдонимом «Cypher».
Проживает в Минске, выступал за такие команды как: Fnatic, Serious Gaming, Millenium, Titan eSports, Infernal Gamerz, Virtus.pro, Na’Vi. Принимает участие в международных соревнованиях по Quake с 24 февраля 2006 года.
Побеждал в крупнейших турнирах ESWC 2008, QuakeCon 2008, DreamHack, European Extreme Masters и ASUS Open. В 2010 году вновь одержал победу на турнире QuakeCon, а кубок ASUS Open выигрывал в сумме десять раз. Вследствие раннего начала киберспортивной карьеры, часто назывался киберспортивным вундеркиндом.

## Биография
Янушевский начинал карьеру в качестве игрока в Quake III, однако получил известность после успешных выступлений в восточноевропейских соревнованиях по Quake IV сразу после выпуска игры. В 16-летнем возрасте он квалифицировался для участия в Electronic Sports World Cup в родной Беларуси, победив двукратного чемпиона мира Антона Синьгова («Cooller») на соревнованиях в Москве. Во время участия в ESWC он рассматривался в качестве тёмной лошадки, однако, в конце концов достиг финального матча, но проиграв, в итоге занял второе место. Интересно, что в этом возрасте он ещё даже не имел право выступать в соревнованиях, организованных Cyberathlete Professional League или World Series of Video Games.
Затем Янушевский стал членом профессиональной команды Fnatic и выступал за неё до конца года, добившись успехов на QuakeCon и World Cyber Games. В следующем году он стал одним из самых успешных киберспортсменов, заняв второе и третье места на турнирах под эгидой World Series of Video Games.
После того как мировая серия видео игр(WCG) была расформирована в середине сезона, Янушевский вновь сосредоточился на выступлениях в Quake III. Кульминацией стала победа на турнире ESWC Masters в июле 2008 года. После этой победы Янушевский перешёл в команду Serious Gaming. 9 августа 2008 года Янушевский выиграл индивидуальные соревнования на QuakeCon 2008, ставшие вторым крупным выигранным турниром. 27 августа он также выиграл Electronic Sports World Cup.
После небольшого спада в 2009 году, Cypher вернулся в число сильнейших игроков мира в 2010, выиграв все четыре турнира ASUS Open, а также европейский ESL, QuakeCon и DreamHack Winter в дисциплине Quake Live.
В 2017 году, после старта закрытого бета-тестирования Quake Champions, Алексей начал успешно выступать в данной дисциплине. 29 июня 2017 года Янушевский подписал контракт с российской организаций Virtus.pro. Соглашение рассчитано на год. На данный момент контракт завершен и Алексей покинул организацию Virtus.pro.
17 августа 2017 года стало известно, что Cypher пропустит турнир QuakeCon 2017 — первый крупный турнир по Quake Champions — из-за проблем с визой США.

## Основные достижения

### 2018
- 125 FPS QC Duel Sunday Cup #21, #103 (Quake Champions) — Online
- 125 FPS QC Duel Sunday Cup #21, #104 (Quake Champions) — Online
- BEAT Invitational Season 1 (Quake Champions) — Online ($250)
- MediaMarkt CityBattle (Quake Champions) — Санкт-Петербург, Россия (150 000 руб.)
- GameTribe Quake Champions 2v2 EU #1 (Quake Champions) — Online ($140)
- 7 место, Quake Champions Drova Open (Quake Champions) — Online
- Quake Open League EU Elite #3 — Online ($600)

### 2017
- Quake Champions MediaMarkt Tournament #1 (Quake Champions) — Москва, Россия
- 3-4 место, DreamHack Winter 2017: Duel (Quake Champions) — Йёнчёпинг, Швеция ($15000)

### 2015
- 7 место, QuakeCon 2015 (QuakeLive, 4х4) — Даллас (Техас), США

### 2014
- QuakeCon 2014 Intel Duel Masters Invitational Championship (QuakeLive) — Даллас (Техас), США ($9000)

### 2013
- DreamHack, Winter 2013 (Quake Live) — Йёнчёпинг, Швеция (5610€)[10]

### 2012
- DreamHack, Winter 2012 (Quake Live) — Йёнчёпинг, Швеция[11]
- QuakeCon 2012 Intel Quake Live Duel Invitational Masters (QuakeLive) — Даллас (Техас), США[12]
- DreamHack Summer 2012 (QuakeLive) — Йёнчёпинг, Швеция[13]

### 2011
- Asus Cup 2011 (QuakeLive) — Москва, Россия[14]
- Asus Summer 2011 (QuakeLive) — Киев, Украина[15]
- DreamHack Winter 2011 Quakelive Championship (QuakeLive) — Йёнчёпинг, Швеция[16]
- eSport Universe 2011 (QuakeLive) — Москва, Россия[17]
- DreamHack Summer 2011 Quakelive Championship (QuakeLive) — Йёнчёпинг, Швеция[18]
- ASUS Spring Cup (Quake Live) — Киев, Украина[19]
- The Ultimate Gaming Championship (Quake Live) — Линьяно-Саббьядоро, Италия[20]

### 2010
- ASUS Autumn Cup (Quake Live) — Киев, Украина
- Dreamhack Winter Kasperksy Quakelive Championship (QuakeLive) — Йёнчёпинг, Швеция
- Dreamhack Winter 2010 FNATICMSI BEAT IT FINALS (QuakeLive) — Йёнчёпинг, Швеция[21]
- ASUS Summer Cup (Quake Live) — Киев, Украина
- QuakeCon (QuakeLive) — Даллас, США
- DreamHack Summer Kaspersky QUAKE LIVE Championships (QuakeLive) — Йёнчёпинг, Швеция[22]
- ASUS Spring Cup (Quake Live) — Москва, Россия[23]
- ASUS Winter Cup (Quake Live) — Москва, Россия[24]
- Intel Extreme Masters European Championship Finals (Quake Live) — Кёльн, Германия

### 2009
- ASUS Autumn (Quake III) — Москва, Россия
- ASUS Summer (Quake III) — Москва, Россия
- QuakeCon Masters Tournament (Quake Live) — Даллас, США
- Intel Extreme Masters Global Challenge (Quake Live) — Дубай, ОАЭ

### 2008
- ASUS Autumn (Quake III) — Москва, Россия[25]
- Electronic Sports World Cup (Quake III) — Сан-Хосе, США
- QuakeCon Intel QUAKE LIVE 1v1 Championship (Quake Live) — Даллас, США
- Electronic Sport World Cup Masters (Quake III) — Париж, Франция
- ASUS Winter (Quake III) — Москва, Россия

### 2007
- ESDC Open 1v1 (Quake IV) — Минск, Беларусь
- ASUS Autumn 1on1 (Quake III) — Москва, Россия
- $20.000 i32 Quake 4 tournament (Quake IV) — Ньюбери, Великобритания
- World Series of Video Games, Dallas (Quake IV) — Даллас, США
- World Series of Video Games, Louisville (Quake IV) — Луисвилль, США

### 2006
- ASUS Summer (Quake IV) — Москва, Россия
- KODE5 Russia (Quake IV) — Москва, Россия
- Electronic Sports World Cup (Quake IV) — Париж, Франция
- GigaGames (Quake IV) — Москва, Россия
- Electronic Sports World Cup, Belarus (Quake IV) — Минск, Беларусь
- 4 место, QuakeCon 2006 (Quake IV) — Даллас, США (2 000$)

### Онлайн
- ASUS CUP 2011 WINTER (5000 р)
- Final Q3God QL 2 (700$)
- 2 место — Final Q3God QL (75€)
- ZOTAC QuakeLive Cup #113 (100€)
- ZOTAC QuakeLive Cup #112 (100€)[26]
- ZOTAC QuakeLive Cup #106 (100€)
- ZOTAC QuakeLive Cup #94 (100€)
- ZOTAC QuakeLive Cup #62 (100€)
- ZOTAC QuakeLive Cup #24 (100€)
- ZOTAC QuakeLive Cup #23 (100€)